# Magnetostática
Magnetostática é o estudo de campos magnéticos estáticos. Em eletrostática as cargas estão estáticas enquanto que aqui dizemos que as correntes estão estáticas. A magnetização não precisa ser estática; as equações da magnetostática podem ser usadas para prever eventos de comutação magnética que ocorrem em escalas de tempo de nanossegundos ou menos. Podemos ainda tratar como magnetostática situações em que as correntes não são estacionárias porém não se movem tão rapidamente então a magnetostática passa a ser uma boa aproximação, ou, noutras palavras, é até uma boa aproximação quando as correntes não são estáticas – desde que as correntes não alternem-se rapidamente.  A magnetostática é amplamente utilizada em aplicações de micromagnetismo tais como como modelos de dispositivos de armazenamento magnético como em memória do computador.

## Aplicações

### Magnetostática como um caso especial das equações de Maxwell
Partindo das equações de Maxwell, e assumindo que as cargas são fixas ou se movem como uma corrente constante {\displaystyle \mathbf {J} }, as equações se separam em duas equações para o campo elétrico (veja eletrostática) e dois para o campo magnético. Os campos são independentes do tempo e entre si. As equações magnetostáticas, tanto na forma diferencial quanto na integral, são mostradas na tabela abaixo, e as simplificações a seguir podem ser feitas:
- ignorar qualquer carga estática
- ignorar campo elétrico
- considerar o campo magnético constante no tempo

| Nome                          | Forma diferencial                                            | Forma integral                                                                      |
| ----------------------------- | ------------------------------------------------------------ | ----------------------------------------------------------------------------------- |
| presume-se                    | {\displaystyle {\vec {D}}=0}                                 | {\displaystyle {\vec {D}}=0}                                                        |
| "Lei de Gauss" do magnetismo: | {\displaystyle {\vec {\nabla }}\cdot {\vec {B}}=0}           | {\displaystyle \oint _{A}{\vec {B}}\cdot \mathrm {d} {\vec {A}}=0}                  |
| presume-se                    | {\displaystyle {\vec {E}}=0}                                 | {\displaystyle {\vec {E}}=0}                                                        |
| Lei de Ampère:                | {\displaystyle {\vec {\nabla }}\times {\vec {H}}={\vec {J}}} | {\displaystyle \oint _{S}{\vec {H}}\cdot \mathrm {d} {\vec {l}}=I_{\mathrm {enc} }} |

Onde ∇ com o ponto denota divergência e B é a densidade do fluxo magnético, a primeira integral está sobre uma superfície {\displaystyle S} com elemento de superfície orientado {\displaystyle d\mathbf {S} }.  Onde ∇ com a cruz denota rotacional, J é a densidade de corrente e H é a intensidade do campo magnético, a segunda integral é uma integral de linha em torno de um circuito fechado {\displaystyle C} com elemento de linha {\displaystyle \mathbf {l} }.  A corrente que passa pela espira é {\displaystyle I_{\text{enc}}}.
A qualidade da aproximação pode ser dada através da comparação das equações acima com a forma completa das Equações de Maxwell e considerando a participação dos termos que acabaram sendo removidos. Em particular a comparação do termo {\displaystyle {\vec {J}}} com o termo {\displaystyle {\frac {\partial {\vec {D}}}{\partial t}}}, se o termo {\displaystyle {\vec {J}}} é consideravelmente grande então o termo menor pode ser ignorado sem grande prejuízo na precisão.

### Reintroduzindo a lei de Faraday
Uma técnica comum é resolver uma série de problemas magnetostáticos em passos de tempo incrementais e então usar essas soluções para aproximar o termo {\displaystyle \partial \mathbf {B} /\partial t}.  Conectando este resultado à Lei de Faraday encontra um valor para {\displaystyle \mathbf {E} } (o qual antes era ignorado).  Este método não é uma solução verdadeira das equações de Maxwell, mas pode fornecer uma boa aproximação para campos que mudam lentamente.

## Resolvendo para o campo magnético